# Amorphophallus variabilis
Amorphophallus variabilis là một loài thực vật có hoa trong họ Ráy (Araceae). Loài này được Blume mô tả khoa học đầu tiên năm 1837.

## Hình ảnh

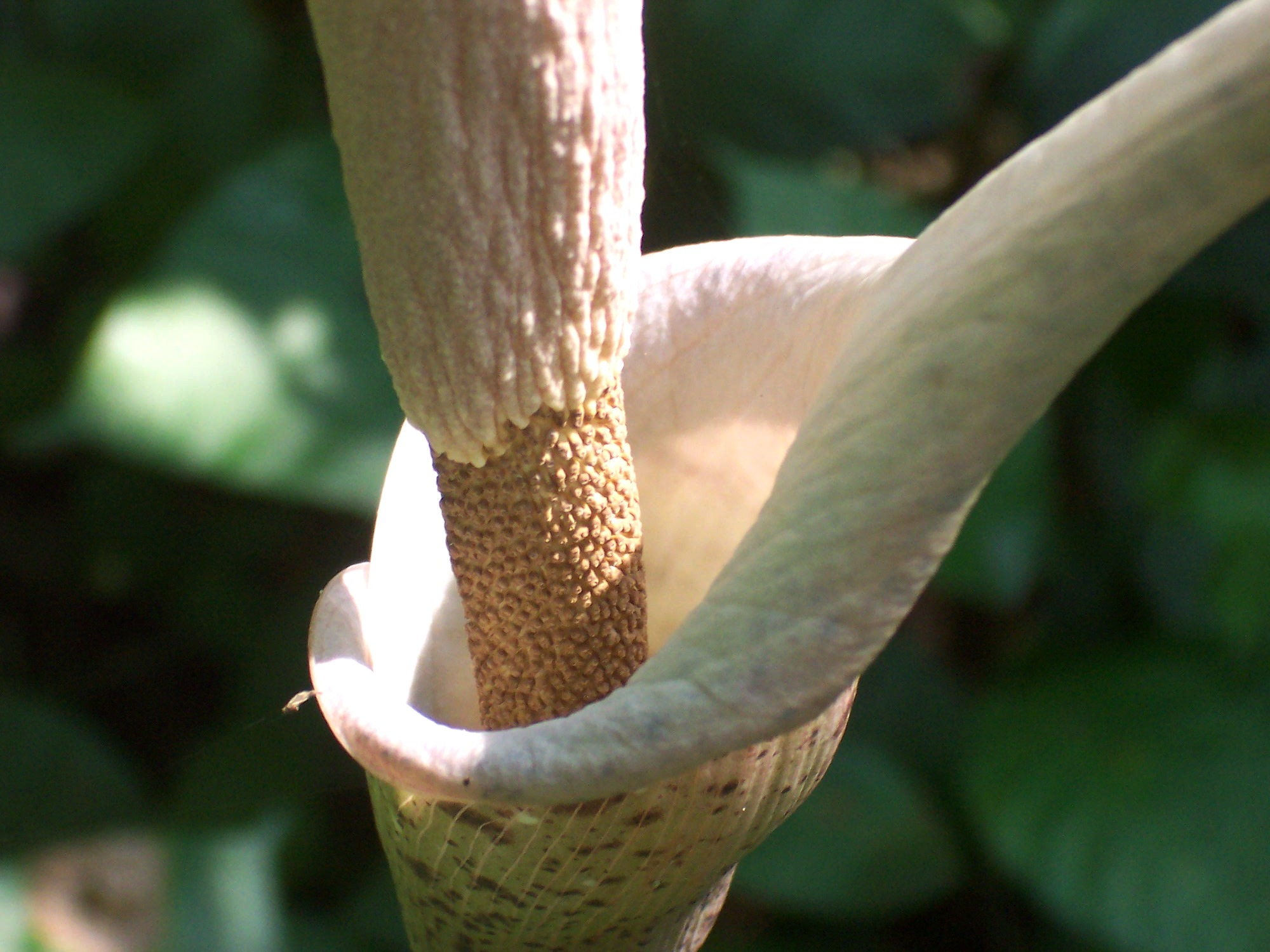
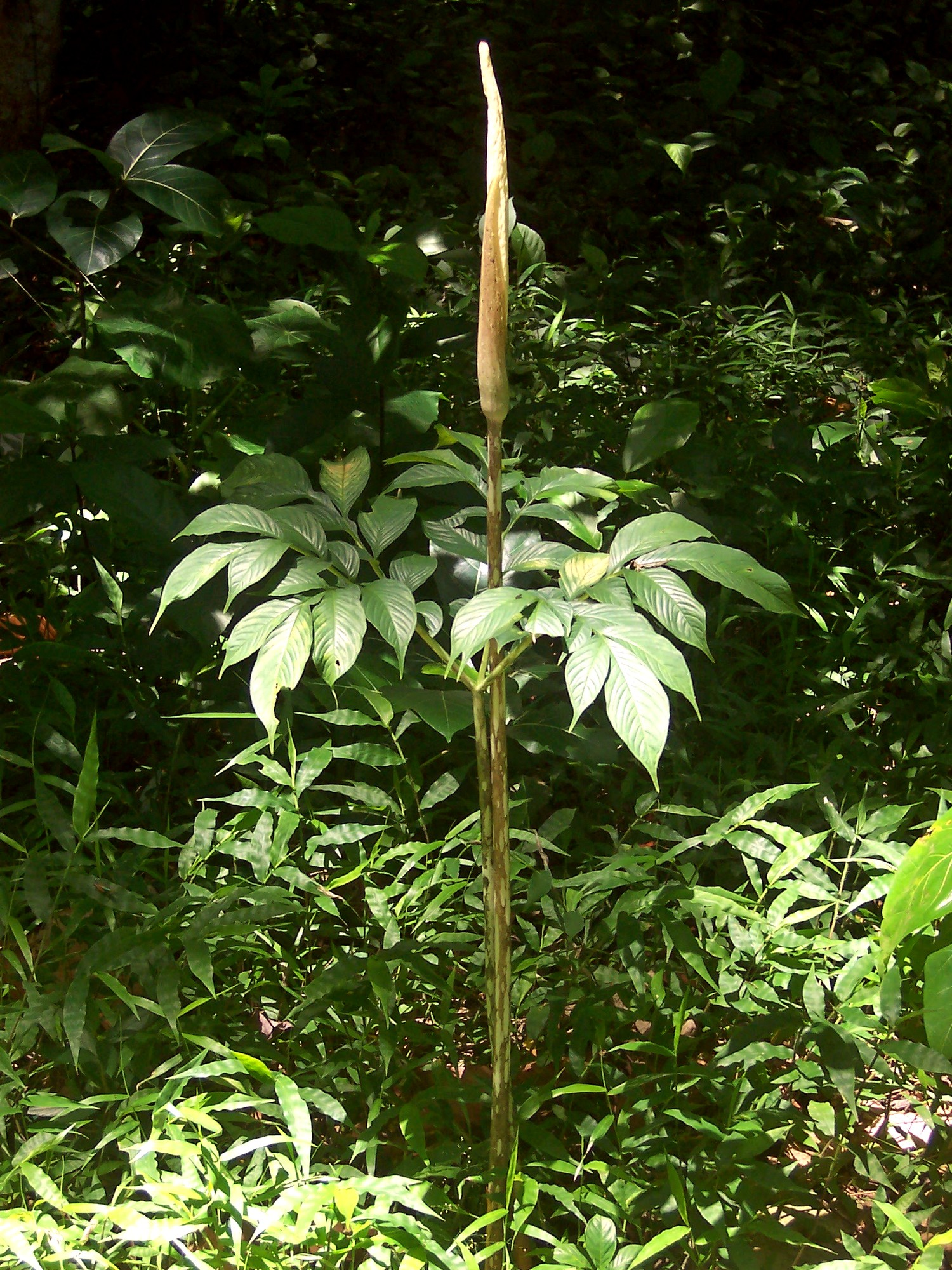
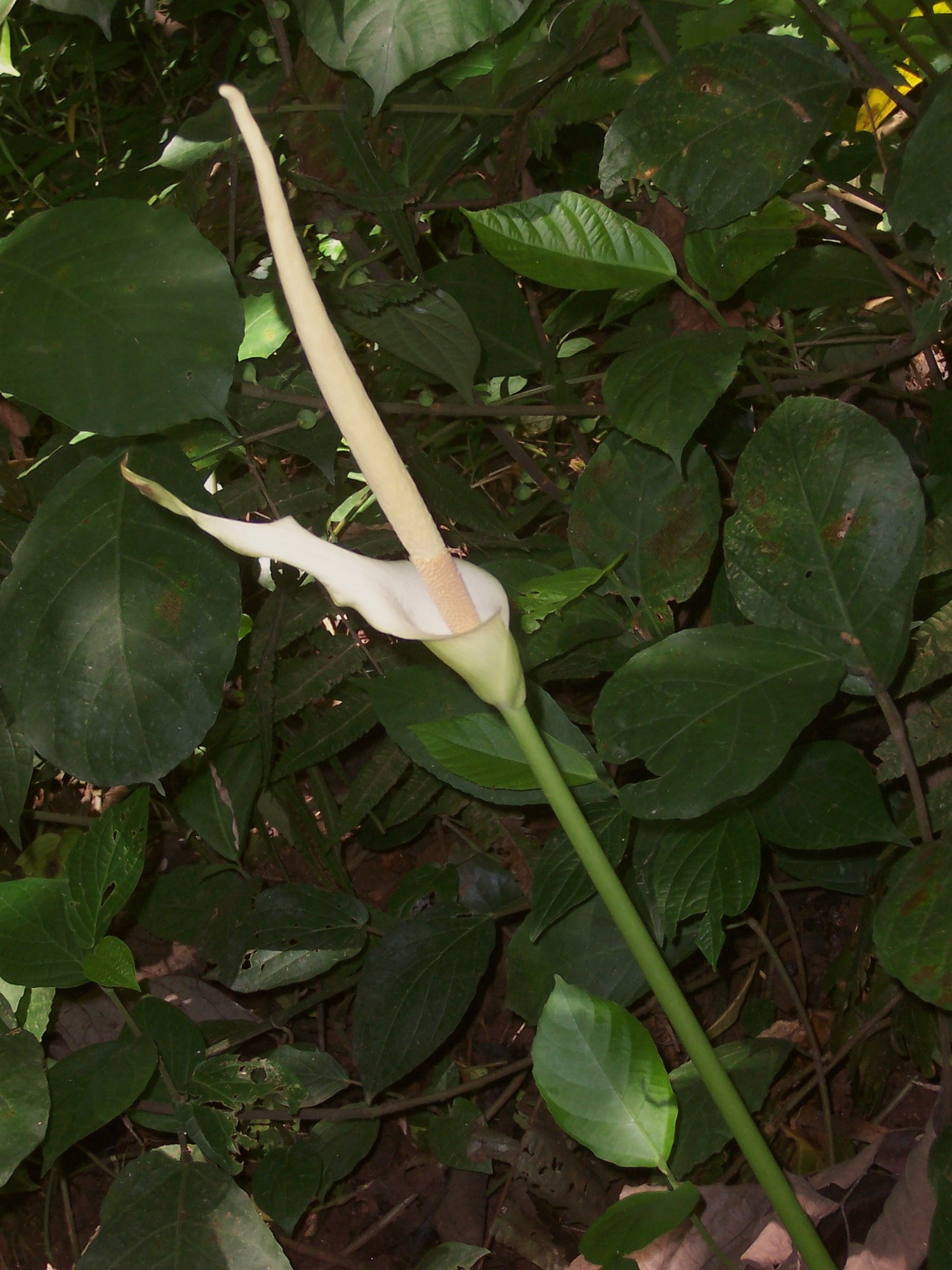